# Chapelle Saint-Vincent-de-Paul
Chapelle Saint-Vincent-de-Paul är ett kapell i Paris, helgat åt den helige Vincent de Paul (1581–1660). Kapellet är beläget vid Rue de Sèvres i Quartier Notre-Dame-des-Champs i sjätte arrondissementet. Kapellet ritades i nyklassicism och uppfördes åren 1826–1827 för Lazaristorden. Kapellet konsekrerades av ärkebiskopen av Paris Hyacinthe-Louis de Quélen den 1 november 1827.
Interiörens glasmålningar visar scener ur den helige Vincent de Pauls liv.
Ovanför högaltaret finns den helige Vincent de Pauls relikvarium. Även den helige Jean-Gabriel Perboyres reliker återfinns i kapellet.
Chapelle Saint-Vincent-de-Paul är sedan år 1993 ett monument historique.

## Bilder
| - Den helige Vincent de Paul upptas i himmelen. - Den helige Vincent de Pauls relikvarium. - Högaltaret. |

## Omgivningar
- Notre-Dame-des-Champs
- Chapelle Notre-Dame-des-Anges
- Missions étrangères de Paris med Chapelle de l'Épiphanie

## Kommunikationer
- Tunnelbana – linje  – Vaneau
- Busshållplats Vaneau – Saint-Romain – Paris bussnät